# エア・クッション型揚陸艇
エア・クッション型揚陸艇（エア・クッションがたようりくてい、Air-cushioned Landing craft、Landing Craft, Air Cushioned）あるいは、エア・クッション型揚陸艦（エア・クッションがたようりくかん）とは、ホバークラフトを利用した揚陸艦及び揚陸艇である。LCACとも。

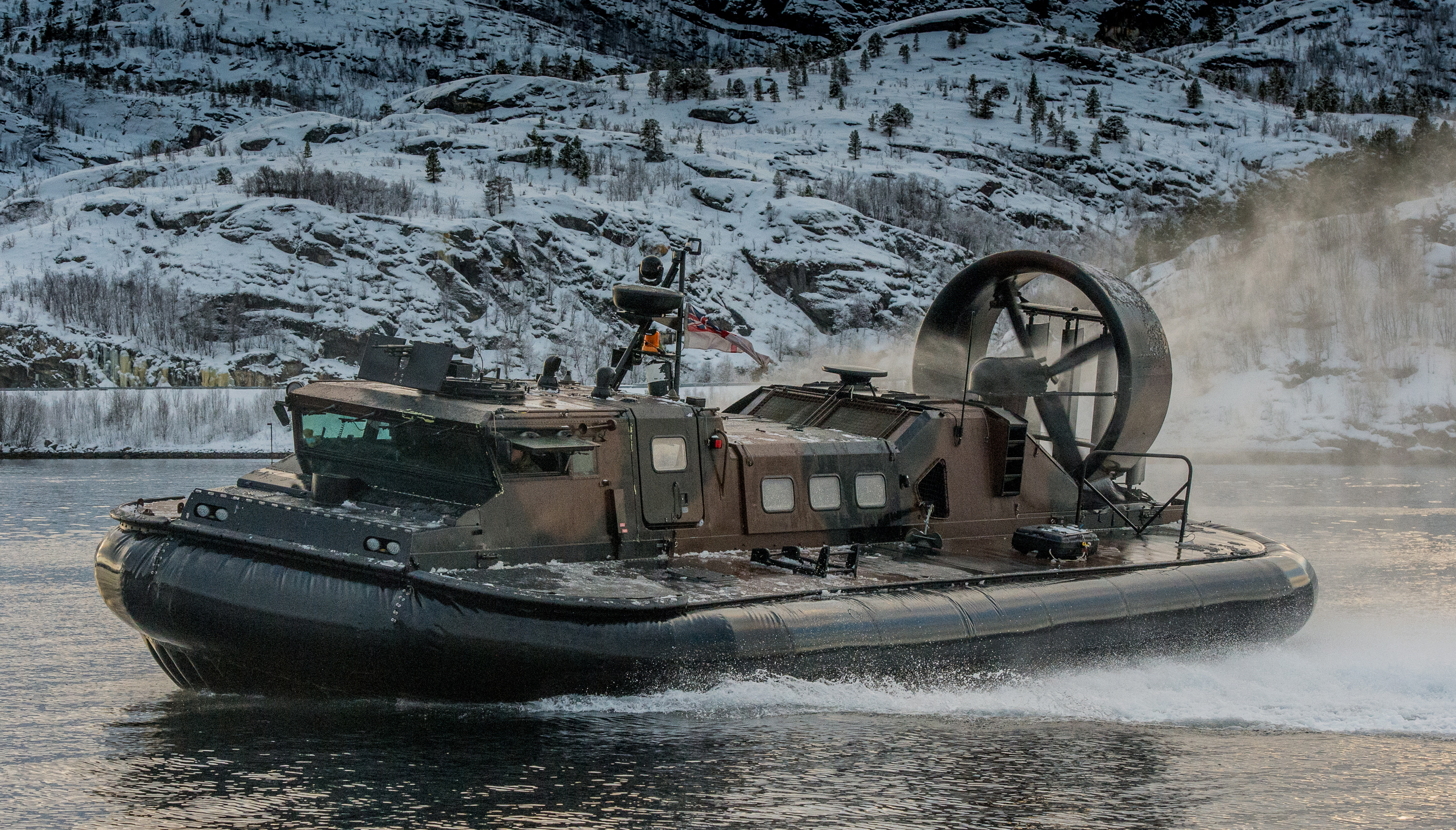
多数の機関が保有するグリフォン・ホバーワーク 2000TD

通常の船舶型揚陸艦と比較して、高速で揚陸可能な海岸線が広範であるという利点があるが、概ね数十トンから数百トン程度の艦艇であり、一隻あたりの輸送力も少なくエストニア、コロンビア、スウェーデン、フィンランド、ポーランド、リトアニアは軍用警備に使用している。しかしアメリカ、韓国、中国、日本は主にエア・クッション型揚陸艇を母艦となるドック型揚陸艦や強襲揚陸艦と組み合わせての揚陸に、イギリス、ロシアは小型のエア・クッション型揚陸艦の快速と搭載量を活用した、近距離における迅速な揚陸に使用している例もある。
プロペラへの巻き込みを防ぐため、多くの国では軍艦旗を掲揚せず船体へ塗装することで代用している。

## 各国のエア・クッション型揚陸艦艇

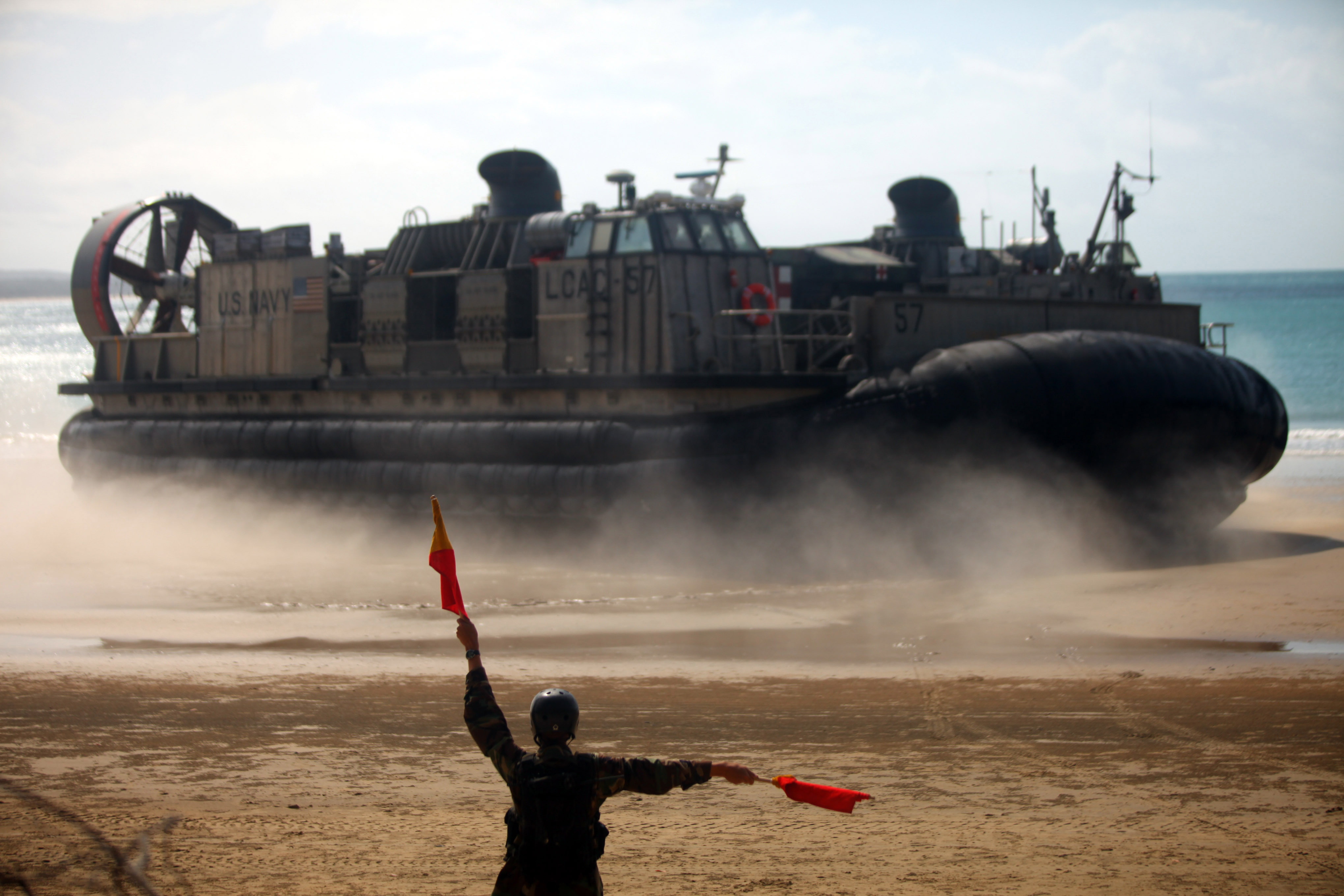
アメリカ海軍 LCAC-1型（海上自衛隊も保有）

アメリカ合衆国
- LCAC-1級エア・クッション型揚陸艇
- LCAC-100級エア・クッション型揚陸艇

 イギリス
- LCAC(L)型エア・クッション型揚陸艇

 韓国
- ソルゲ-631級エアクッション揚陸艇

 中国
- 722型エアクッション揚陸艇
- 724型エアクッション揚陸艇
- 726型エアクッション揚陸艇

 ロシア
- ズーブル型高速エアクッション揚陸艦
- ムレナ型エアクッション揚陸艇
- レベッド型エアクッション揚陸艇
- グス型エアクッション揚陸艇
- アイスト型エアクッション揚陸艇